# Luciana Aymar
Luciana Paula Aymar (ur. 10 sierpnia 1977 w Rosario) – argentyńska hokeistka na trawie. Jedyna hokeistka, która zdobyła tytuł zawodniczki roku ośmiokrotnie. Dzięki umiejętnościom dryblingu i przyspieszeniu jest porównywana z argentyńskim piłkarzem Diego Maradoną. Nazywana La Maga (pol. Magiczka) i Maradona del Hockey (pol. Maradona hokeja). Uważana za najlepszą hokeistkę na trawie w historii. W 2010 roku wybrana najlepszym sportowcem roku w Argentynie (pokonując w plebiscycie m.in. Lionela Messiego), oraz najlepszym sportowcem iberoamerykańskim.